# اچ‌ام‌اس کارناتیک (۱۷۸۳)
اچ‌ام‌اس کارناتیک (۱۷۸۳) (به انگلیسی: HMS Carnatic (1783)) یک کشتی بود که طول آن ۱۷۲ فوت ۳ اینچ (۵۲٫۵۰ متر) بود. این کشتی در سال ۱۷۸۳ ساخته شد.